# Fissidens ventricosus
Fissidens ventricosus är en bladmossart som beskrevs av Lesquereux 1868. Fissidens ventricosus ingår i släktet fickmossor, och familjen Fissidentaceae. Inga underarter finns listade i Catalogue of Life.